# Pycnogonum magnirostrum
Pycnogonum magnirostrum is een zeespin uit de familie Pycnogonidae. De soort behoort tot het geslacht Pycnogonum. Pycnogonum magnirostrum werd in 1902 voor het eerst wetenschappelijk beschreven door Mobius. 